# Mark Andrus
Pour les articles homonymes, voir Dean et Andrus.
Mark Andrus, de son vrai nom Mark Dean Andrus, est un scénariste américain né le 13 décembre 1955 à Los Angeles (Californie).

## Filmographie
- 1991 : Passeport pour le futur de W.D. Richter
- 1997 : Pour le pire et pour le meilleur de James L. Brooks
- 2001 : La Maison sur l'océan de Irwin Winkler
- 2002 : Les Divins Secrets de Callie Khouri
- 2007 : Mère-fille, mode d'emploi de Garry Marshall
- 2014 : And So It Goes de Rob Reiner
- 2019 : Nos vies après eux de Cindy Chupack

## Distinctions
pour le scénario de Pour le pire et pour le meilleur

### Récompenses
- Writers Guild of America Awards 1998 : Meilleur scénario original, conjointement avec James L. Brooks

### Nominations
- Oscars du cinéma 1998 : Oscar du meilleur scénario original
- Golden Globes 1998 : Golden Globe du meilleur scénario